# 德克薩斯大學系統
德克薩斯大學系統（The University of Texas System，或稱德州大學系統）由15所高等教育機構所構成，包含九所大學以及六所醫學中心。德州大學系亦經由UT TeleCampus提供線上課程及學位。德州大學系統學生總數超過190,000人，其旗艦級大學為德克薩斯大學奧斯汀分校。以2007年的統計，德州大學系統的總預算超過百億美元，其中十八億為研究支出之經費。

## 學術機構

### 大學
- 德克薩斯大學阿靈頓分校（UTA, 成立於1895年）
- 德克薩斯大學奧斯汀分校（UT, 成立於1883年，旗艦級大學分校）
- 德克薩斯大學達拉斯分校（UTD, 成立於1969年）
- 得克萨斯大学埃尔帕索分校（UTEP, 成立於1914年）
- 得克萨斯大学圣安东尼奥分校（UTSA, 成立於1969年）
- 德克薩斯大學泰勒分校（英语：University of Texas at Tyler）（UT-Tyler, 成立於1971年）
- 德克薩斯大學二叠纪盆地分校（英语：University of Texas Permian Basin）（UTPB, 位於敖德薩; 成立於1973年）
- 德克薩斯大學大河谷分校（UTRGV, 位於布朗思维尔愛丁堡; 成立於2015年）

### 醫學中心
- 德克薩斯大學休士頓醫學中心（The University of Texas Health Science Center at Houston, UTHSC-H）
- 德克薩斯大學聖安東尼奧醫學中心（The University of Texas Health Science Center at San Antonio, UTHSCSA）
- 德克薩斯大學安德森癌症中心（The University of Texas M. D. Anderson Cancer Center, UT MDA）
- 德克薩斯大學泰勒醫學中心（University of Texas Health Science Center at Tyler, UTHSCT）
- 德克薩斯大學大河谷醫學中心（University of Texas Health Science Center at Rio Grande Valley, UTHSCT）
- 德克薩斯大學醫學分部（University of Texas Medical Branch, UTMB）
- 德克薩斯大學達拉斯西南醫學中心（University of Texas Southwestern Medical Center at Dallas, UT Southwestern, 包括德克薩斯大學西南醫學院）

## 學術成就

### 諾貝爾獎得主
目前德州大學系統下現有九位諾貝爾獎得主。　以下為曾在德州大學系統各機構下服務過的諾貝爾獎得主人數。
| 校區                           | 數量 |
| ------------------------------ | ---- |
| 德克薩斯大學奧斯汀分校         | 9    |
| 德克薩斯大學達拉斯西南醫學中心 | 5    |
| 德克薩斯大學達拉斯分校         | 4    |
| 德克薩斯大學休士頓醫學中心     | 2    |

### 美國全國排名
- 奧斯汀德州大學在倫敦泰晤士報的全世界大學排名中名列第十五。[5] 根據美國國家科學研究委員會對研究所普遍性的品質調查，奧斯汀德州大學的七個博士研究科別在全國排名前十，二十二個科系排名前二十五。
- 德州大學西南醫學院在2005年為美國排名第17的醫學教育機構。在該校服務的教職員有四名諾貝爾獎得主，是全美最多諾爾獎的醫學院。来源请求
- 德州大學安德森癌症中心在研究及教學上是全世界最頂尖的癌症研究中心。[6]
- 德州大學聖安東尼奧醫學中心的牙醫學院是全世界整體排名數一數二 [7]，而且其在牙科醫學的論文產量是全世界排名第四[8]
- 根據Milken Institute在2006年9月針對大學生物科技研究及商業化的報告，在生物科技的專利方面，德州大學系統在全世界424個大學中排名第一。[9]

## 外部連結
- The University of Texas System （页面存档备份，存于）